# رعد 500
صاروخ رعد 500 (بالفارسية: موشک رعد ۵۰۰) هو صاروخ باليستي إيراني قصير المدى  / صاروخ باليستي تكتيكي بهيكل مركب تم تزويده بمحرك مركب تقدمي يطلق عليه اسم «زهير». وبالمقارنة مع الصاروخ الإيراني السابق فاتح 110 ذات الهيكل الفولاذي، فإن وزن صاروخ رعد 500 يعادل نصف وزن فاتح 110 ومداه يزيد عنه بمقدار 200 كيلومتر. ويبلغ مداه النهائي 500 كيلومتر.

## المواصفات
صاروخ رعد 500 هو صاروخ باليستي إيراني قصير المدى يعمل بمحركات «زهير» و«سلمان» المركبة. محركات «زهير» هي محركات دفع مركبة بهيكل غير فلزي ومحركات «سلمان» مصنّعة بالمواد نفسها ولكنها مزوّدة بـ«فوهة متحركة» للعمل على إرسال اقمار اصطناعية إلى الفضاء.
وأشارت وكالة «سباه نيوز» التابعة للحرس الثوري الإيراني أنه «بعد إنتاج محركي سلمان وزهير، بات بمقدور إيران صناعة صواريخ حاملة للأقمار الصناعية ذات وقود صلب، إضافةً إلى صواريخ أرض أرض ذات قدرات عالية في المناورة لتخطي منظومات الدفاع الجوي، والتخفي عن الرادارات».
يعتبر صاروخ رعد 500 من الجيل الجديد من الصواريخ الإيرانية، وتم صنعه من مواد مركبة، استخدمت فيها تقنية ألياف الكربون، ونظراً لذلك فقد توفرت امكانية تحمل مستويات ضغط بمقدار 100 بار (Bar) ودرجة حرارة ثلاث آلاف سنتيجراد، وتصنيع صواريخ خفيفة. كما انه يحمل رأسا تقليديا شديد الانفجار وقد تصل دقته في ضرب الأهداف إلى أقل من 30 مترا.
وبالمقارنة مع صاروخ «فاتح 110» ذات الهيكل الفولاذي، فإن وزن صاروخ رعد-500 يعادل نصف وزن فاتح 110 ومداه يزيد عنه بمقدار 200 كيلومتر. صاروخ فاتح 110 هو صاروخ أرض-أرض، تم الكشف عنه لأول مرة في عام 2002 ويبلغ مداها الأحدث جيلًا 300 كيلومتر.

## إزاحة الستار
في 9 فبراير 2020 أزاح الحرس الثوري الإيراني الستار عن صاروخ رعد 500 والمحركين، وذلك بحضور اللواء حسين سلامي، قائد الحرس وكذلك أمير علي حاجي زاده، قائد القوة الجوفضائية للحرس. وقال اللواء حسين سلامي ان الفوّهة المتحركة التي زوّد بها المحرك الجديد تشكّل «قفزة في مجال تكنولوجيا الصواريخ الجديدة». واضاف أنّ التكنولوجيا الجديدة التي سمحت بصناعة صواريخ «أقل تكلفة وأخف وأسرع وأدق» يمكن استخدامها في كل فئات الصواريخ.